# Orangeville, Ohio
Orangeville là một làng thuộc quận Trumbull, tiểu bang Ohio, Hoa Kỳ. Năm 2010, dân số của làng này là 197 người.

## Dân số
- Dân số năm 2000: 189 người.
- Dân số năm 2010: 197 người.